# Varvara Milenović
Varvara (serbisch-kyrillisch Варвара, bürgerlich Danica Milenović, Даница Миленовић; * 30. August 1910 in Radovci, Königreich Serbien; † 21. Mai 1995 im Kloster Ljubostinja, Serbien) war eine Nonne der Serbisch-Orthodoxen Kirche und mehr als 53 Jahre Äbtissin des Klosters Ljubostinja.

## Leben
Danica Milenović wurde 1910 im Dorf Radovci bei Aleksinac geboren. Sie beendete die Grundschule in ihrer Heimatstadt. Als 18-Jährige schloss sie sich 1928 der Bogomoljci-Bewegung an, die vom Bischof von Žički, damals auch Verwalter von Ohrid-Bitola, Nikolaj Velimirović, angeführt wurde.
1930 erhielt sie den Segen des Bischofs und kam als Novizin nach Mazedonien in das Kloster der Geburt der Heiligen Jungfrau Maria in Kališta. Archimandrit Vater Rafael wurde dem Kloster Kalištan als Priester zugeteilt. Am Lazarus-Samstag im Jahr 1934 gab Bischof Nikolaj Pater Rafael seinen Segen, dass Danica Nonne werden konnte. Sie nahm den Namen Varvara an.
1935 ging sie zum Kloster Jovanje in der Schlucht Ovčarsko-Kablar. Mit dem Segen von Bischof Nikolaj ging sie 1938 nach Čačak in eine Kinderkrippe, wo sie sich als Johannisschwester um arme Kinder kümmerte, sie ernährte, unterrichtete und erzog.
Bei Kriegsbeginn 1941 zog sie in das Kloster Ljubostinja. Sie wurde 1943 zur Äbtissin des Klosters Ljubostinja ernannt und 1949 von Metropolit Josif bestätigt. Als gute Organisatorin leitete sie mehr als ein halbes Jahrhundert die Schwesternschaft des Klosters.
Sie starb im Alter von 84 Jahren und wurde in ihrem Kloster Ljubostinja beigesetzt.